# اختبارات قياسية

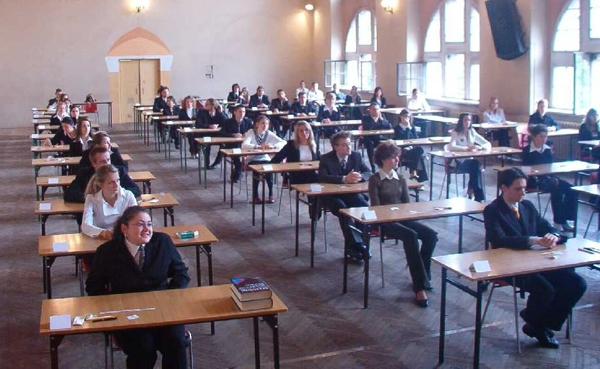

الاختبارات القياسية (بالإنجليزية: standardized test) هو نوع من الاختبارات يتم وضعه وتسجيل نقاطه بطريقة مستمرة أو «معيارية». ويتم إعداد هذا النوع من الاختبارات بطريقة تكون فيها الأسئلة وشروط وضعها وإجراءات تسجيل النقاط والتحليل مترابطة، ويوضع اختبار القياس ويتم تسجيل النقاط فيه بطريقة معيارية معدة سلفاً.
يُعتبر أي اختبار يتم فيه تقديم نفس الاختبار بنفس الطريقة لجميع المتقدمين له هو اختبار قياس. ولاينبغى أن يكون اختبار القياس اختبارًا عالي المجازفة (أي أن يترتب عليه نجاح الطالب أو رسوبه) أو أن يكون اختبارًا محدد الوقت أو متعدد الاختيارات. ويعتبر الاختبار الموحد هو النوع المغاير لاختبار القياس حيث يقوم الاختبار الموحد على تقديم اختبارات مختلفة تماماً لمتقدمين مختلفين للاختبار أو تقديم نفس الاختبار ولكن بشروط محددة (مثال: السماح لمجموعة بإكمال الاختبار في وقت أقل من مجموعة أخرى) أو بطريقة تقييم مختلفة (مثال: كأن تحسب نفس الإجابة صحيحة لأحد الطلاب وخاطئة لآخر).
و يُنظر إلى اختبار القياس على أنه أكثر إنصافا من غيره. حيث يسمح الترابط الموجود فيه بمقارنة جميع نتائج المتقدمين للاختبار بطريقة أكثر مصداقية.

## تاريخ النشأة
- الصين:

المقال الأصلي: الاختبارات الإمبراطورية
يقال بأن أول ظهور لاختبارات القياس كان في الصين حيث كانت تسمى بالاختبارات الإمبراطورية وكانت تشمل العلوم الستة وتتضمن الموسيقى والرماية والفروسية والحساب والكتابة وعلوم الشعائر والاحتفالات للأحزاب الخاصة والعامة.اعتمد سوي دينستي في القرن السادس الميلادي اختبارات القياس بعد أن أضاف إليها الدراسة في مجالات استراتيجيات الجيش والقانون المدني والإيرادات والضرائب والزراعة والجغرافيا.
- بريطانيا:

عرفت أوروبا اختبارات القياس في بدايات القرن التاسع عشر الميلادي وكانت مشابهه للاختبارات الصينية عن طريق توماس تايلور ميدوز القنصل البريطاني الأكثر ضراوة والمسئول عن الاستعمار البريطاني في قوانقزوه في الصين. قام ميدوز بالتحذير من سقوط الإمبراطورية البريطانية إذا لم يتم تطبيق اختبارات القياس في كافة أرجاء البلاد في أسرع وقت ممكن.
لم تكن اختبارات القياس جزء من تقاليد التربية الغربية قبل أن يتم اعتمادها فلقد كانت تقاليدهم مأخوذة من اليونانية القديمة القائمة على النقاشات غير المقيدة التي تتسم بالمعارضة بالإضافة إلى تفضيلهم الطريقة الأكاديمية الغربية وهي أن يكتب الطلاب تقييمات مختلفة على شكل مقالات.ولهذا، كانت أول منطقة تم تطبيق اختبارات القياس فيها هي الهند التي كانت مستعمرة من قبل بريطانيا قبل أن تطبق في بريطانيا الأصل.
ونتيجة للتأثر بالطريقة الصينية في تطبيق اختبارات القياس، ظهر في أوائل القرن التاسع عشر الميلادي ما يسمى ببريتش (البريطانية)«مُديرو الشركات يقومون بتوظيف وترقية الموظفين اعتماداً على اختبارات تنافسية من أجل منع الفساد والمحسوبية.» وقد اعتمدت العاصمة البريطانية هذا الأسلوب من اختبارات القياس في نهاية القرن التاسع عشر الميلادي. وتشير المناقشات البرلمانية التي تلت ذلك بأن أصل اختبارات القياس مأخوذ من النظام الصيني.
وانتشر مفهوم اختبارات القياس عبر بريطانيا مروراً بجميع دول الكومنولث البريطانية ومن ثم لأوروبا وصولاً لأمريكا بفضل الثورة الصناعية. ونظراً إلى العدد الكبير من طلاب المدارس أثناء وبعد الثورة الصناعية، انخفض عدد التقييمات غير المقيدة المقدمة من الطلاب نتيجة لزيادة عددهم وذلك بسبب قوانين التعليم الإلزامي. بالإضافة إلى عدم وجود آلية معيارية تكون مرجعاً ثابتاً لقياس الخطأ فمن الممكن أن تطغى المحسوبية أو أن يتعارض راصدو الدرجات في اختيار الإجابة المثلى.
وفي الآونة الأخيرة، أصبحت اختبارات القياس تعتمد نموذج أسئلة الاختيار من متعدد، مما سهل عملية رصد الدرجات باستخدام الحاسب الآلي بالإضافة إلى تقليل التكاليف. فعلى الرغم من صعوبة استخدام الحاسب الآلي في تصحيح المقالات، فقد تم تعيين راصدي درجات مؤهلين يستندون إلى تقييم محدد مسبقا.
- الولايات المتحدة الأمريكية:

انظر أيضا: معلومات: قائمة باختبارات القياس في الولايات المتحدة
بدأت ظاهرة تطبيق اختبارات القياس في الولايات المتحدة الأمريكية في القرن العشرين بأصولها التي عُرفت إبَّان الحرب العالمية الأولى بالإضافة إلى اختبارات جيش ألفا وبيتا التي طورها روبرت ييركس وزملاؤه.
وكانت حاجة الحكومة الفيدرالية لخلق مقارنات ذات معنى عبر نظام تعليمي عام شديد التمركز (مسيطر حالياً) قد ساهمت في بدء النقاشات حول اختبارات القياس التي تضمنها قانون التعليم الثانوي والابتدائية لعام 1965 الذي يشترط إجراء اختبارات القياس في المدارس الحكومية.وينص قانون الولايات المتحدة العام 107-110 الذي يعرف باسم لا دراسة لطفل لم يطبق القانون والصادر في عام 2001 على إلزام المدارس الحكومية بتمويل اختبارات القياس.

## التصميم والنتائج
اختبار القياس يمكن أن يأتي بعدة أشكال منها (اختيارات متعددة)(صح أو خطأ)(أسئلة تعبيرية) (التقييم الحقيقي) أو أي شكل قريب من أنواع التقييم. الاختيارات المتعددة والصح أو الخطأ أشكال غالبا يتم استخدامها لأنها تعطي نتائجًا قليلة التكلفة وسريعة بحيث تعطى إجابات محددة يتم فرزها عبر الحاسب الآلي أو جهاز متخصص في فرزها. بعض اختبارات القياس يوجد بها أسئلة تعطي إجابات قصيرة أو كتابة مقال تحدد درجاته عن طريق مُقَيِّمِينن مستقلين يستخدمون معاييرًا محددة لتصحيح الإجابات وأوراق بها مؤشر لوضع الدرجات للطلاب. معظم التقييم لايتم رصده عن طريق البشر بل عن طريق الحاسب الألي إلا في حال تصحيح المقال التعبيري كمثال عند اختبار تسجيل التخرج يتم تصحيحه عن طريق الحاسب الآلي فقط جزء الكتابة يتم تصحيحه عن طريق البشر
- مشاكل تسجيل النتائج

رصد النتائج عن طريق البشر متغير وقابل للخطأ لذلك يُفضل أن يتم الرصد عن طريق الحاسب الآلي مثال، البعض يعتقد أن إعطاء الموظفين رواتب منخفضة سوف يؤدي إلى أخطاء أكتر في تسجيل الدرجات. لكن عند توقيع اتفاقية مع الموظفين سوف تنخفض النسبة من 60 إلى 85 نسبة مئوية.وفي بعض الأحيان يتم جلب موظفين للتقييم وعند الانتهاء من التصحيح يراجع كل شخص ورقة الأخر للتطابق فإن لمن تتطابق الإجابات تعطى لمقيم أخر.
الأسئلة المفتوحة تشكل نسبة قليلة من الاختبار. معظم الاختبارات تعتمد في طرقها على تقييم البشر وجهاز الحاسب الألي لتسجيل الدرجات.
- النتيجة

توجد طريقتان لرصد نتائج اختبار القياس: 1-قواعد عن طريق مرجع وهي مقارنة نتيجة الطالب مع نموذج لطالب أخر في نفس المستوى الدراسي، وترتبط بالتعليم التقليدي الذي يقاس نجاحه بتصنيف الطلاب باستخدام عدة مقاييس من ضمنها الدرجات ونتائج الاختبار. 2-معيار عن طريق مرجع وهي مقارنة نتيجة الطالب مع محتوى أو معيار، بغض النظر عن نتائج الطلاب في نفس الاختبار. والذي يعتمد على الاعتقاد بأن كل الطلاب يستطيعون النجاح إذا تغلبوا على المعايير التي تطلب من كل الطلاب على اختلاف قدراتهم أو خلفياتهم الاقتصادية.

## معايير التقييم
في مجال التقييم، وبالتقييم التعليمي المختص. أنشأت اللجنة المشتركة للتقييم التعليمي ثلاث مجموعات من المعايير للتقييم. أولها معايير تقييم الموظفين ونشرت في عام 1988 م، ثانيها معايير تقييم البرنامج (الخطط والمنهاج) ونشرت في عام 1994 م، ثالثها معايير تقييم الطالب ونشرت في عام 2003 م.
كل نشرة كانت تقدم وتشرح بالتفصيل مجموعة من المعايير لتستخدم في المجالات التعليمية المتنوعة. المعايير تقدم المبادئ التوجيهية للتصميم والتنفيذ والتقييم وتحسن الشكل المعروف للتقييم.كل مجموعة من المعايير توضع في أحد الفئات الرئيسية الأربع لتعزيز التقييمات التعليمية، وهذه الفئات هي: الملائمة، الفائدة، العملية والدقة.ففي هاتين المجموعتين من المعايير الصحة والموثوقية يتم إدراجها تحت فئة الدقة.على سبيل المثال، معايير الدقة للطالب تساعد للتأكد بأن تقييمات الطالب ستقدم معلومات سليمة ودقيقه وموثوقه عن مسيرة تعلم الطالب وأدائه.

## معايير الاختبار
في مجال القياس النفسي، معايير الاختبارات التعليمية والنفسية تضع معايير الصحة والاعتماد جنبا إلى جنب مع أخطاء القياس والمواضيع المرتبطة بتسوية الأفراد مع المعوقات.
العنوان الرئيسي الثالث والأخير يغطي المعايير المرتبطة باختبار التطبيقات والاعتماد بالإضافة إلى اختبارات في برنامج التقييم والسياسة العامة.

## المميزات
أحد المميزات الرئيسة لاختبارات القياس هو أن النتائج تكون واضحة وموثقة، وبناءً عليه يمكن أن تظهر نتائج الاختبارات ومقارنتها بكل وضوح وشفافية. بالإضافة إلى أن النتائج تكون معممة ومتقاربة. فغالبًا ما يكون هناك تفاوت لدرجات الشهادات المدرسية عندما يقوم المدرس بتدوينها شخصيا.مما يؤدي إلى صعوبة في حساب الدرجات بين المدارس التعليمة والثقافية المختلفة. وصعوبة تحديد المنهج الدراسي المعطى لاختلاف طرق التدريس وكذلك اختلاف الميول والاهتمامات يؤثر في الدرجة.و هذا ما يجعل اختبارات القياس مطلب مفيد ومقبول في التعليم العالي عندما ترغب جهة تعليمية في المقارنة بين طلاب الدولة الواحدة أو بين طلاب العالم.
الميزة الأخرى هي الجمع، اختبارات القياس مصممة جيدًا لتقوم بتقييم إتقان الفرد في مجال المعرفة والمهارات. وذلك في نفس مستوى المجموعة حيث سيوفر معلومات مفيدة وعملية. حيث إن التقييم الفردي غير دقيق بما يكفي للمقارنة في الأغراض العلمية، أو متوسط درجات الفصول أو المدارس أو فروع الشركات أو غيرها من المجموعات، وقد توفر اختبارات القياس أيضًا معلومات دقيقة بسبب التقليل من الأخطاء عند زيادة حجم العينة.
اختبارات القياس تعني وضع جميع المختبرين تحت مستوى واحد (متساوي ومنطقي). وكذلك تعتبر أكثر عدلاً من استخدام أسئلة للطلاب تختلف على حسب عرقهم والحالة الاقتصادية أو الاجتماعية أو غير ذلك.

## المساوئ والنقد
لا يمكن لاختبارات القياس أن تقيس روح المبادرة، أو الإبداع، أو الخيال، أو التفكير التصوري، أو حب الاستطلاع، أو الجهد والسخرية، أو الحكم، أو الالتزام، أو الفرق الدقيق، أو النية الحسنة، أو الانعكاس الأخلاقي، أو مجموعة من التصرفات والصفات الأخرى القيمة. إن ما يمكنها قياسه وإحصاءه هي المهارات المنفصلة، والحقائق والمهام المحددة، ومعرفة المحتوى، وجوانب التعلم الأقل أهمية والأقل إثارة للاهتمام.
- بيل آيرز

اختبارات القياس هي أدوات مفيدة لتقييم التحصيل العلمي للطلاب، ويمكن استخدامها لتركيز التعليم على النتائج المرغوبة، مثل مهارات القراءة والرياضيات. ومع ذلك، يرى النقاد أن الإفراط وسوء الاستخدام لهذه الاختبارات يضر التعليم والتعلم وذلك من خلال تضييق المناهج. ووفقًا لمجموعة «الاختبار العادل»، عندما تكون اختبارات القياس هي العامل الرئيسي في المحاسبة، فإن المدارس تستخدم الاختبارات لتحديد المناهج الدراسية وتركيز التعلم. ويقول النقاد إن «التعليم من أجل الاختبار» يسيء للغاية العليا من التعلم. فبينما أنه من الممكن استخدام اختبار القياس من دون السماح لمحتواه تحديد المناهج وطرق التدريس، إلا أنه غالبا، ما لا يتم اختباره لا يُدَرَّس، وكيفية اختبار الموضوع غالبًا ما تصبح نموذجا لكيفية تدريس هذا الموضوع.
إن استخدام نتائج اختبار القياس دون تمحيص لتقييم أداء المعلم والمدرسة أمر غير مناسب، لأن نتائج الطلاب تتأثر بثلاثة أشياء: ما يتعلمه الطلاب في المدرسة، ما يتعلمه الطلاب خارج المدرسة، وذكاء الطلاب الفطري. تتحكم المدرسة بعامل واحد فقط من هذه العوامل الثلاثة. وقد تم اقتراح نموذج القيمة المضافة لمواجهة هذا النقد وذلك عن طريق التحكم إحصائيا بالقدرة الفطرية والعوامل المحيطة خارج المدرسة. في نظام القيمة المضافة لتفسير نتائج الاختبار، يقدر المحللون الدرجة المتوقعة لكل طالب، وذلك استنادًا على عوامل مثل نتائج اختبار الطالب السابقة، اللغة الأساسية، أو الوضع الاجتماعي والاقتصادي. يعتبر الاختلاف بين درجة الطالب المتوقعة والنتيجة الفعلية في المقام الأول عائد إلى جهود المعلم.
يرد مؤيدو اختبار القياس بأن هذه ليست أسبابًا للتخلي عن اختبار القياس لصالح اختبار إما غير قياسي أو بلا تقييم على الإطلاق، ولكن الأحرى انتقاد الإعداد السيئ لأنظمة الاختبار. ويقولون أن الاختبار يجب أن يتم وأن تركز المصادر التعليمية على أهم جوانب التعليم—تشمل مجموعة محددة مسبقا من المعارف والمهارات—والجوانب الأخرى التي إما أن تكون أقل أهمية، أو ينبغي أن تضاف إلى خطة الاختبار.

## ضياع نتائج التصحيح
تصحيح مثل هذه الاختبارات متعددة الخيارات يكون إما بإجابات صحيحة أو خاطئة فقط ومعتمدة على التعليم أو المذاكرة وليس على الذكاء بشكل كبير، عدد الإجابات الصحيحة المناسبة والكافية هي مقياس للإنجاز في الاختبار الإجابات الصحيحة ممكن أن تكون معتمدة على الذاكرة وليست معتمدة على الفهم أما معلومات الإجابات الخاطئة عادة لا يكون لها أي معنى.
الأساس فيما سبق هو:
كيف للطالب ان يجيب إجابات صحيحة
مالذي يجعلهم يُجِيْبُون إجابات غير متوقعة
وتقييم الطلاب لهذه المشكلة
من الممكن الإجابة إجابة صحيحة على الأسئلة المباشرة المطروحة التي لاتحتاج إلى فهم متعمق لها، وعندما يكون الحل مترتب على أكثر من خطوة واحده للحل، في الغالب تكون هناك إجابة تقريبية تلهمنا إلى الإجابة الصحيحة، لكن في الحقيقة أن الإجراءات التي نستخدمها للوصول إلى الإجابة الصحيحة لاتشير إليها تمامًا بل تقريبيا.
وإذا كانت الاختيارات إجابات غامضة، ولن يمكننا أنْ نحصل على أي معلومات بين هذه الإجابات، فلابد من وجود علاقة تربط بينها وبين الإجابة الصحيحة، وهذا يعود لشمول اختبارات القياس وتوضيح المستوى اللغوي والنفسي لدى الطالب عن طريق اختياراتة.
في هذه الحالة من الممكن أنْ يتم تجاهل الإجابات الخاطئة خلال عملية التصحيح بناءً على نموذج راش (1)، ومحاولة تفسير الإجابات التي يختارها الطالب (سواءً كانت إجابة صحيحة أو خاطئة) والتي تخبر المعلمين كيف فكروا لكل إجابة معطاة.
إن المواضيع المطروحة في الغالب تكون متنوعة ومتعددة، بهدف تحديد مستوى الطالب في جميع المجالات.
أخيرا، هذه الاختبارات في الغالب لاتكون جميعها أسئلة متعددة الخيارات، بعض الاختبارات يكون بها أسئلة مقالية، وفي الأونة الأخيرة أُدخلت الحسابات والأرقام لهذه الاختبارات، وهي الأكثر إثارة للجدل.
```
(1) يعتبر نموذج راش أبسط نماذج السمات الكامنة وأكثرها استخداماً في بناء الاختبارات والمقاييس النفسية والتربوية وتطويرها، والفكرة الأساسية التي يقوم عليها هذا النموذج هي أن كل فقرة تحمل شحنة انفعالية تساهم مع الفقرات الأخرى في المقياس في تكوين شحنة انفعالية إجمالية تعبر عن اتجاه الفرد بما يتفق مع تقديره لتلك الفقرة حسب عدد فئات التدريج المستخدم في المقياس، ويقوم النموذج بتقدير هذه الشحنة لكل فقرة حسب الدالة الرياضية الاحتمالية التي يعتمدها النموذج، ثم التحقق من شروط ملاءمة الفقرات للنموذج (أحمد عودة، 1992 :155)
```

## القرارات التعليمية
تعد درجات الاختبار في بعض الحالات المعيار الأساسي أو الإلزامي الوحيد للقبول أو للشهادة. فعلى سبيل المثال تفرض بعض الولايات الأمريكية اختبارات للتخرج من الثانوية فمتى ما حصل الطالب على الدرجات الكافية تخرج من الثانوية. إلا أن اختبار التنمية التعليمية العامة عادةً ما يستخدم كبديل لدبلوم الثانوية.
وهناك تطبيقات أخرى منها المتابعة (وفيها يحدد ما إذا كان الطالب سريعًا ام بطيء التعلم) وإعطاء المنح لمستحقيها. فتستخدم العديد من الجامعات والكليات الأمريكية آليًا* درجة اختبار المستويات المتقدمة لوحدات الكلية أو سداد متطلبات التخرج أو ينقل إلى مناهج تعليمية متقدمة. وهناك اختبارات شائعة تستخدم كأحد المقاييس عند اتخاذ قرارت القبول ومنها اختبارات القبول الموحدة في الكليات والجامعات الأمريكية مثل سات (SAT) وجي أر إي (GRE). وهناك بعض المعاهد العامة التي لا تطلب درجات اختبار القياس سات (SAT) أو المعدل التراكمي (GPA) أو فئة الفصل إنما تنشئ فصول للمتقدمين تقبل وترفض أليًا)**
وللأسباب المذكورة أعلاه يتفاوت الاعتماد على اختبارات القياس. يشدد النقاد عادة على المقاييس التراكمية أو حتى غير الرقمية مثل درجات الصف أو تقييم فردي مختصر (منثور أي غير منظوم) من الأستاذ. ولكن يدعم المؤيدون وجهة نظرهم بأنَّ درجات الاختبار مقياس محدد وموضوعي مما يساعد على تقليص احتمالية التأثير السياسي أو المحاباة.
تنصح الأكاديمية المحلية للعلوم بألا تعتمد القرارات التعليمية الهامة فقط على درجات الاختبار. فقبول الحد الأدنى من الدرجات للالتحاق بالجامعة أو التخرج منها لايقتضي أي من المقاييس وذلك لأن درجات الاختبار نادرًا ماتكون مرتبطة بالحد الأدنى من المعايير الأخرى كعدد الاعتمادات أو المقررات الأساسية أو الحضور..الخ. والسبب في أن درجات الاختبار تعد المعيار الوحيد للقبول وذلك لأنها ببساطة الأصعب أو لأن المعايير الأخرى غالبًا ماتكون متوقعة. في المقابل لكل قاعدة شواذ، فاختبار التنمية التعليمية العامة (GED) مختلف بحيث يسمح لشخص بالتعرف على مهاراته بالرغم من عدم خضوعه للمعايير التقليدية.

## Further reading
- Ravitch, Diane  [لغات أخرى]‏, “The Uses and Misuses of Tests”, in The Schools We Deserve (New York: Basic Books, 1985), pp. 172–181.
- Huddleston, Mark W. Boyer, William W.The higher civil service in the United States: quest for reform. (University of Pittsburgh Press, 1996)

## إمتحانات قياسية لإِتْقان اللغة الإنجليزية
- الاختبار الدولي لإتقان الإنجليزية أو iTEP.